# Ganga unibande
Pterocles orientalis
Espèce
Statut de conservation UICN

 LC  : Préoccupation mineure
Le Ganga unibande (Pterocles orientalis) est une espèce d'oiseaux de taille moyenne appartenant à la famille des Pteroclidae.

## Dénomination
Cette espèce a été décrite par Carl von Linné en 1758 sous le nom de Pterocles orientalis.

## Noms vernaculaires
- En français : ganga unibande
- Autres langues : Son nom en valencien est xurra. Son nom en espagnol est ortega en Espagne continentale et ganga à Fuerteventura (îles Canaries). En arabe (Algérie) son nom est qata hourr.

## Description
Le ganga unibande mesure de 33 à 39 cm de longueur. La tête, le cou et la poitrine du mâle sont gris. Ses parties inférieures sont noires et les supérieures brun doré avec des marques plus foncées. Le bas de la poitrine porte une fine ligne noire, et la gorge une tache châtaine. La femelle a les parties supérieures plus brunes et plus finement marquées, et cette coloration générale s’étend à la tête et la poitrine. Ses parties inférieures et la bande pectorale sont comme chez le mâle.
La race orientale arenarius est plus pâle et plus lourde que la race nominale orientalis. Les mâles ont le dessus plus jaune et le dessous plus gris que chez la forme occidentale. Les femelles sont plus blanches dessous, mais cette différence est peu marquée.
Ce ganga a une petite tête ressemblant à celle d’un pigeon, mais un corps robuste et compact. Ses ailes sont longues et pointues, et son vol est rapide et direct. Le dessous blanc des ailes et le ventre noir rendent cette espèce bien visible en vol. Les groupes se rendent aux points d’eau à l’aube.

## Répartition
La race nominale niche dans la péninsule ibérique, le Nord-Ouest de l’Afrique, aux îles Canaries, en Turquie, à Chypre et en Israël. La forme orientale Pterocles orientalis arenarius (Pallas) se rencontre au Kazakhstan, dans l’Ouest de la Chine et dans le Nord du Pakistan. C’est un migrateur partiel, les oiseaux d’Asie centrale se rendant en hiver au Pakistan et dans le Nord de l’Inde.

## Habitat
Cette espèce grégaire niche dans les plaines sèches et les milieux similaires, mais à l’inverse du Ganga cata il évite les zones totalement dépourvues de végétation.

## Nidification

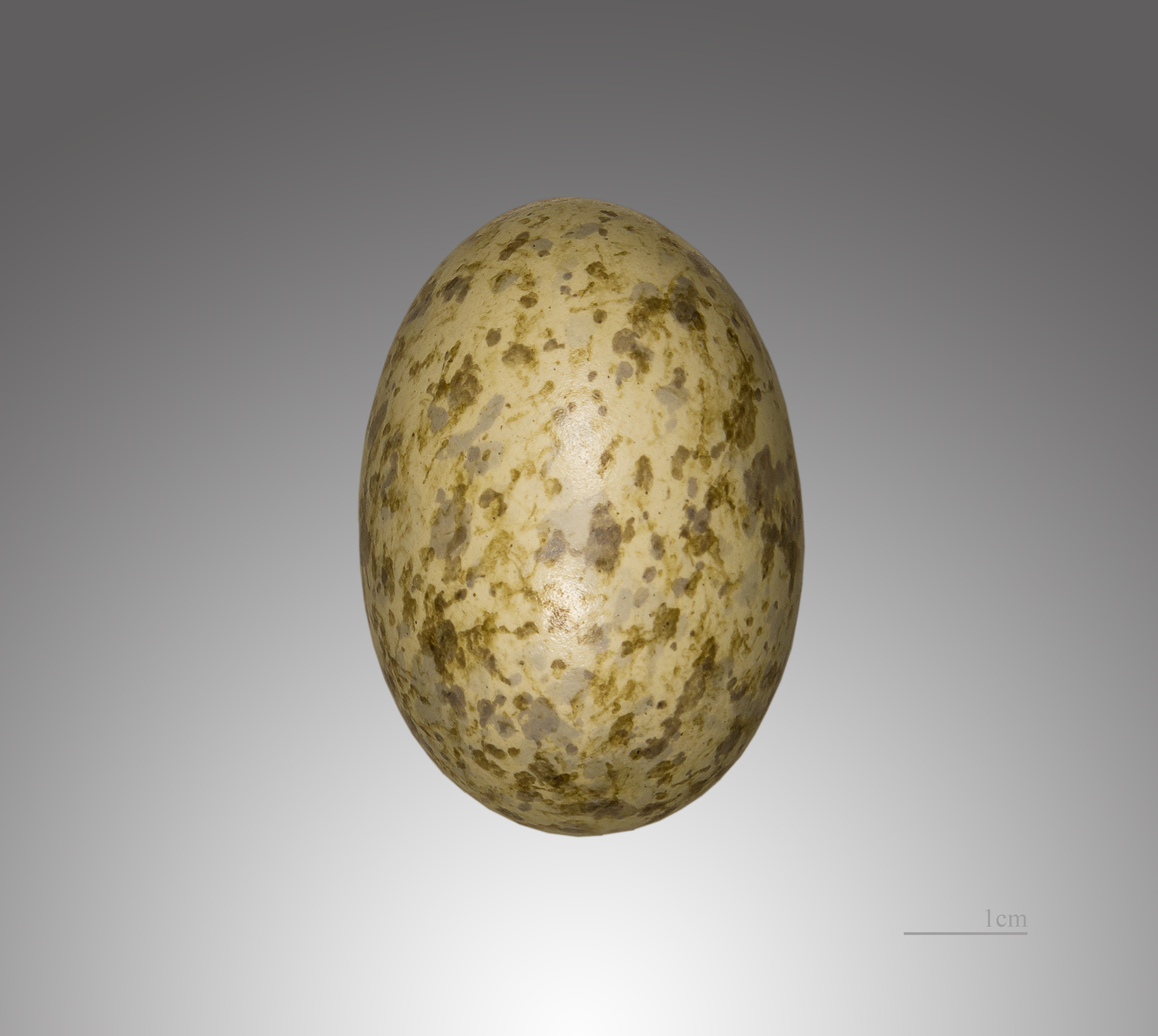
Œuf de Pterocles orientalis - Muséum de Toulouse

Son nid est une dépression grattée à la surface du sol, dans laquelle sont pondus 3 œufs verdâtres camouflés par des taches. La couvaison est assurée par les deux parents, mais seul le male rapporte de l’eau pour les poussins.

## Statut
Aux Canaries, en particulier à Lanzarote, les populations du Ganga unibande — parfois traitées comme une sous-espèce, P. o. aragonica — sont en déclin.